# Uszui Mikao
Uszui Mikao (臼井甕男; Hepburn: Mikao Usui; Gifu prefektúra, 1865. augusztus 15. – Fukujama, 1926. március 9.) a reiki néven ismert spirituális gyógyító módszer alapítója, amelyet kiegészítő kezelésként szoktak alkalmazni különböző pszichés és fizikai problémákra. Élete során emlékiratai és más források szerint mintegy 2000 embert tanított reikire, akik közül húszat képzett sinpiden, azaz a legmagasabb szintre.

## Élete
Uszui Mikao Taniai faluban született Gifu prefektúra Miyama-Cho kerületében, 1865. augusztus 15-én. Családja hosszú ideje nem hagyta el a környéket, úgy tartják, hogy ősei születésekor már 11 generáció óta éltek a faluban. Apját Uzaemonnak hívták, anyja pedig a Kawai családból származott. Két fiútestvére volt, Sanya és Kunishi, akikből később orvos és rendőr lett, illetve volt egy Shu nevű nővére is.
Az időszak, amelyben a későbbi mester meglátta a napvilágot, meghatározó volt Japán számára. Az európaiakat és más külföldieket 1641 után nem engedték a japán szigetekre (a hollandokat kivéve), külföldiekkel ebben az időszakban leginkább csak a Nagaszakiban található kereskedőközpontokban lehetett találkozni. Az Uszui születését megelőző évtizedben azonban a japán császár feloldotta a tiltást, 1873-ban pedig a kereszténység betiltását is eltörölték. A sógunok hatalmát és magát a feudális rendszert ekkor törölték el, és vallási téren is komoly útkeresés kezdődött. Japán tehát éppen akkor kezdett nyitni a világ felé, amikor Uszui fiatalkora zajlott.
Uszui oktatása már korán megkezdődött, szülei négyéves korában egy Tendai buddhista kolostorba küldték, hogy ott a szerzetesek gondoskodjanak oktatásáról. Itt többek között a kínai Tientai tanításokon alapuló Lótusz-szútrát sajátította el. Uszui azonban nem elégedett meg az alapszintű oktatással, további tanulmányokat folytatott és végül irodalomból doktorált. Több nyelvet is folyékonyan beszélt, és széles körű érdeklődésének köszönhetően jól értett a nyugati orvostudományhoz, a teológiához és a filozófiához is. Mint a külföld felé nyitó Japán korának legtöbb gondolkodója, ő is hevesen érdeklődött a Nyugat új, ismeretlen tudományai iránt.
Érdeklődését a Nyugat iránt Uszui apja is bátorította, sőt nem kis részben neki köszönhető ennek a hajlamnak a kifejlődése is. Az apa, Uzaemon ugyanis az új japán rezsim lelkes híve és követője volt, a progresszív politika szószólója, Uszui pedig ebben követte apját már a kezdetektől. Ez társadalmi státuszának is jót tett, ugyanis nem csak a rezsim támogatóit, de a művelt a nyugati tudományok iránt érdeklődő férfiakat is gyakran magas pozíciókba emelték ekkor, társadalmi megbecsülésük pedig igen magas volt. Uszui fiatalon sokat utazott – valószínűleg eljutott Amerikába, Európába és Kínába is – és összeismerkedett több keresztény misszionáriussal is, akik vallásuk tiltásának eltörlése után érkeztek az országba. A történetek szerint a misszionáriusok, akik többek között a Harvard és a Yale végzettjei voltak, megtanították Uszuit a nyugati orvostudomány alapjaira.
Uszui Mikao élete során számtalan foglalkozása volt. Kojama Kimiko, a Gakkai 6. elnöke szerint Usui mester élete során volt újságíró, börtöntanácsadó, szociális munkás, vállalati alkalmazott és sintó misszionárius. Karrierje csúcsát köztisztviselőként éri el, ahol Goto Shinpei báró titkára lesz, majd saját vállalkozásba kezd.

### Betegsége és ezotéria felé fordulása
Fiatalkorának legnagyobb részét Kiotóban töltötte, ahol feleségével, Szuzuki Szadakóval élt. Két közös gyermekük született, egy fiú és egy lány. Uszui az üzleti életben próbált érvényesülni, változó sikerrel, miközben spirituális tanulmányait is folytatta. 1900 környékén valamikor komolyan lebetegedett, amikor Kiotón járvány söpört végig. Kis híján belehalt betegségébe – ez az esemény óriási hatással volt későbbi életére, a halál közeli élmény során ugyanis látomásai voltak, melyekben Buddha jelent meg neki.
Uszui ekkor teljesen átszervezte életét. Erőteljesen érdeklődni kezdett az ezoterikus gyógyítás iránt, és hamarosan találkozott egy Shingon buddhista mesterrel, aki tanítványává fogadta. Családja, rokonai ekkor kitaszították, a betegsége során tapasztalt látomás és későbbi érdeklődése, munkássága miatt egyaránt. A család leszármazottai a mai napig nem szívesen beszélnek róla vagy munkásságáról. Lánya a végrendeletébe foglalt egy szakaszt, amely előírja, hogy otthonában sohasem hangozhat el az apja neve.
Az 1900-as évek első évtizedét jórészt azzal töltötte, hogy idejét és vagyonát nem sajnálva kutatott az ezoterikus gyógyító módszerek után, többek között a Kiotóban található rengeteg buddhista könyvtárban. 1921-ben egy zen kolostorba elvonulva próbálta elérni a megvilágosodást, sikertelenül. Az apát azt javasolta neki: „Talán meg kellene tapasztalnod a halált.”

### A reiki megalkotása
1921-ben Uszui visszavonult böjtölni a Kurama-hegyre, hogy megtapasztalja a halált. A hagyomány szerint ez volt az a 21 napos meditáció, amikor elérte a megvilágosodottság állapotát és képessé vált az univerzális energiával való gyógyításra.  Módszerét Usui Reiki Kezelés Módszer az Elme és a Test Fejlesztése néven hívta. Nem sokkal később megalapította a napjainkban is tevékenykedő Uszui Reiki Rjóhó Gakkai szervezetet, amely nagy szerepet játszott a reiki kezdeti népszerűségének növelésében, illetve abban, hogy a módszer fennmaradt a második világháborút követően a szigetországban.
Az új módszerrel először ismerősei, más ezoterikus érdeklődésű mesterek körében kísérletezett, majd Kiotóban helyi lakosokat kezelt reiki által, az évek során tökéletesítve, kiegészítve módszereit. 1922-ben Tokióba költözött, ahol megnyitotta első reiki klinikáját a külvárosban, Harajukuban. Ekkoriban már előadásokat, órákat szervezett, amelyeket számos tanítvány látogatott, és ekkortájt állította össze reiki kézikönyvét is, amely a reiki gyakorlói körében a mai napig alapműnek számít.
Tanításai elsősorban az idősebbeket vonzották, akiknek ismerősek voltak a régi gyógyító technikákat ötvöző módszerek. A legmagasabb, shinpiden szintre azonban az évek során csak nagyon kevés embert képzett ki a mester – mindössze öt buddhista apácát, három haditengerészeti tisztet, illetve tizenkettő további személyt.
1923. szeptember 1-jén hatalmas földrengés rázta meg a fővárost, amely az utána következő tűzvésszel együtt több mint 140 ezer ember életét követelte és milliókat tett hajléktalanná. A katasztrófa idején Uszui és tanítványai a reiki alkalmazásával próbáltak segíteni a sebesülteken.
A rengeteg pácienst azonban Uszui kis klinikája nem volt képes befogadni. Így 1924 februárjára építettek egy új, nagyobb klinikát Tokió egy másik külvárosában, Nakaóban.
Uszui munkája ekkoriban vált rendkívül széles körben ismertté és elismertté. Nevét Japán-szerte ismerték, és rengeteg városba, faluba hívták, hogy mutassa be módszerét, gyógyítson, tanítson. Szakítva a régi korok hagyományával módszerét mindenkinek szánta és nem tartotta meg családja számára, hogy az abból képződő vagyok a családja vagyonát gyarapítsa. Uszui mester bár kezelését főként fizikai jellegűnek tekintette, ugyanúgy nagy hangsúlyt szánt a psziché egészségének is. „Amikor az ember mentálisan meggyógyul és spirituálisan egészséges, a fizikai egészség természetesen következik be.” E célból tanítványai számára kidolgozta az öt életszabályt.
Uszui 1926. március 4-én halt meg szívrohamban. Testét elhamvasztották és a tokiói Toyotama előváros Szaihodzsi buddhista templomának oltárára helyezték.

## Öröksége
A mester tanítványai közül az egyik legfontosabb a haditengerészet magas rangú tisztje, Juzaburo Ushida ellentengernagy volt, aki Uszui halálát követően igyekezett tovább vinni a reiki hagyományát.

### Művei
Uszui Reiki Hikkei – A reiki módszer egyik legismertebb, személyesen Uszui szenszei által írt kézikönyve, amelyet még a mai napig is használnak. A könyv elsősorban az Uszui Reiki Rjóhó Gakkai zárt japán reiki szervezethez köthető.